# Secaș (okręg Arad)
Secaș – wieś w Rumunii, w okręgu Arad, w gminie Brazii. W 2011 roku liczyła 451 mieszkańców. 